# Hornillos de Eresma
Hornillos de Eresma – gmina w Hiszpanii, w prowincji Valladolid, w Kastylii i León, o powierzchni 34,7 km². W 2011 roku gmina liczyła 184 mieszkańców.